# 卡珀尔恩
卡珀尔恩（德語：Kappeln，發音：[ˈkapl̩n] ⓘ）是德国石勒苏益格-荷尔斯泰因州石勒苏益格-弗伦斯堡县的城市，面积43.33平方千米，2023年12月31日人口为8,683人。